# سكوت غاردينر
سكوت غاردينر (بالإنجليزية: Scott Gardiner)‏ هو لاعب غولف أسترالي، ولد في 22 مارس 1976 في Liverpool, New South Wales ‏ في أستراليا.

## وصلات خارجية
- سكوت غاردينر على موقع رابطة لاعبي الغولف المحترفين (الإنجليزية)
- سكوت غاردينر على موقع رابطة أوروبا للاعبي الغولف المحترفين (الإنجليزية)
- سكوت غاردينر على موقع رابطة اليابان للاعبي الغولف المحترفين (الإنجليزية)
- سكوت غاردينر على موقع التصنيف العالمي الرسمي للغولف (الإنجليزية)